# HD 60532
HD 60532 è una stella bianco-gialla nella sequenza principale di magnitudine 4,46 situata nella costellazione della Poppa. Dista 84 anni luce dal sistema solare.

## Osservazione
Si tratta di una stella situata nell'emisfero celeste australe; grazie alla sua posizione non fortemente australe, può essere osservata dalla gran parte delle regioni della Terra, sebbene gli osservatori dell'emisfero sud siano più avvantaggiati. Nei pressi dell'Antartide appare circumpolare, mentre resta sempre invisibile solo in prossimità del circolo polare artico. La sua magnitudine pari a 4,5 fa sì che possa essere scorta solo con un cielo sufficientemente libero dagli effetti dell'inquinamento luminoso.
Il periodo migliore per la sua osservazione nel cielo serale ricade nei mesi compresi fra dicembre e maggio; da entrambi gli emisferi il periodo di visibilità rimane indicativamente lo stesso, grazie alla posizione della stella non lontana dall'equatore celeste.

## Caratteristiche fisiche
La stella è una bianco-gialla nella sequenza principale; possiede una magnitudine assoluta di 2,41 e la sua velocità radiale positiva indica che la stella si sta allontanando dal sistema solare.

## Sistema planetario
Nel settembre 2008 sono stati individuati due pianeti simili a Giove in orbita attorno alla stella che sembrano essere in risonanza 3:1.

### Prospetto del sistema
Di seguito un prospetto dei pianeti orbitanti attorna alla stella.
| Pianeta | Tipo     | Massa           | Periodo orb.       | Sem. maggiore  | Eccentricità |
| ------- | -------- | --------------- | ------------------ | -------------- | ------------ |
| b       | gioviano | ≥1,06 ± 0,08 MJ | 201,9 ± 0,3 giorni | 0,77 ± 0,02 UA | 0,26 ± 0,02  |
| c       | gioviano | ≥2,51 ± 0,16 MJ | 600,1 ± 2,4 giorni | 1,60 ± 0,04 UA | 0,03 ± 0,02  |